# سفارة إندونيسيا في واشنطن العاصمة
سفارة إندونيسيا في الولايات المتحدة هي التمثيلية الرسمية وسفارة إندونيسيا في الولايات المتحدة.

## مقالات ذات صلة
- سفارة إندونيسيا في لندن
- سفارة إندونيسيا في بانكوك
- سفارة إندونيسيا في موسكو
- سفارة إندونيسيا في كوالالمبور